# تاتیانا گولیکووا
تاتیانا آلکسیوونا گولیکووا (روسی: Татьяна Алексеевна Голикова؛ زادهٔ ۹ فوریهٔ ۱۹۶۶) یک سیاست‌مدار و اقتصاددان اهل روسیه است؛ که از سال ۲۰۱۸ میلادی، به عنوان معاون نخست‌وزیر روسیه در سیاست‌گذاری اجتماعی، کار، بهداشت و امور بازنشستگی در حال خدمت است. او دارای رتبه خدمات غیرنظامی دولتی فدرال با عنوان «مشاور عالی دولتی درجه یک فدراسیون روسیه» است.
او از سال ۲۰۰۷ تا ۲۰۱۲ «وزیر بهداشت و توسعهٔ اجتماعی» و از سال ۲۰۱۳ تا ۲۰۱۸ رئیس «دیوان محاسبات روسیه» بود.
وی فارغ‌التحصیل «دانشگاه اقتصاد پلخانوف روسیه» در سال ۱۹۸۷ است و در زمینهٔ اقتصاد کار تخصص دارد.
وی همچنین برندهٔ جوایزی همچون نشان دوستی شده‌است.